# Breakdance na Letních olympijských hrách 2024
Breakdance na Letních olympijských hrách 2024 v Paříži probíhal od 9. srpna do 10. srpna 2024 na sportovišti Parc urbain de la Concorde postaveném na náměstí Svornosti. Jednalo se o premiéru tohoto sportu pod pěti kruhy. Soutěžili mezi sebou jednotlivci, zvaní jako b-boys a b-girls, ve formátu jeden proti jednomu ve vyřazovacím pavouku. V každé kategorii nastoupilo 16 tanečníků.

## Přehled medailí

### Medailisté
| Kategorie | Zlato                                   | Stříbro                                  | Bronz                                                   |
| --------- | --------------------------------------- | ---------------------------------------- | ------------------------------------------------------- |
| B-boys    | Philip Kim (Phil Wizard) · Kanada (CAN) | Danis Civil (Danny Dann) · Francie (FRA) | Victor Montalvo (Victor) · Spojené státy americké (USA) |
| B-girls   | Ami Yuasa (Ami) Japonsko (JPN)          | Dominika Banevič (Nicka) · Litva (LTU)   | Liu Qingyi (671) · Čína (CHN)                           |

### Pořadí národů
| Pořadí | Země                   | Zlato | Stříbro | Bronz | Celkově |
| ------ | ---------------------- | ----- | ------- | ----- | ------- |
| 1.     | Japonsko               | 1     | 0       | 0     | 1       |
| 1.     | Kanada                 | 1     | 0       | 0     | 1       |
| 2.     | Litva                  | 0     | 1       | 0     | 1       |
| 2.     | Francie                | 0     | 1       | 0     | 1       |
| 3.     | Čína                   | 0     | 0       | 1     | 1       |
| 3.     | Spojené státy americké | 0     | 0       | 1     | 1       |
| celkem | celkem                 | 0     | 0       | 0     | 0       |

## Diskvalifikace
Afghánská tanečnice Manizha Talash startující za olympijský tým uprchlíků byla diskvalifikována poté, co při soutěži měla na sobě šátek s nápisem „Osvoboďte afghánské ženy“ (Free Afghan women). Politická prohlášení a slogany jsou na sportovištích a stupních vítězů během olympiády zakázány.